# Sandipan Chanda
Sandipan Chanda (ur. 13 sierpnia 1983 w Kalkucie) – indyjski szachista, arcymistrz od 2003 roku.

## Kariera szachowa
Na arenie międzynarodowej zadebiutował w 1993 r., reprezentując Indie na mistrzostwach świata juniorów do 10 lat, rozegranych w Bratysławie. W 2000 i 2001 r. na turniejach w Kalkucie wypełnił dwie arcymistrzowskie normy, natomiast trzecią zdobył w 2003 r. w Benasque, dzieląc I m. wspólnie z m.in. Olegiem Korniejwem, Alikiem Gerszonem, Antoanetą Stefanową oraz Pawłem Jaraczem). W 2004, 2005 i 2006 r. trzykrotnie zdobył tytuły indywidualnego wicemistrza Indii.
Do innych jego indywidualnych sukcesów należą m.in.:
- I m. w Wiesbaden (2001),
- dz. I m. w Winterthurze (2001, wspólnie z Albertem Bokrosem),
- II m. w Leinfelden (2001, za Rolandem Schmaltzem),
- dz. I m. w Filadelfii (2005, turniej World Open, wspólnie z Kamilem Mitoniem, Mageshem Panchanathanem, Hikaru Nakamurą, Ildarem Igragimowem i Warużanem Akobjanem),
- dz. I m. w Filadelfii (2007, turniej World Open, wspólnie z Hikaru Nakamurą, Warużanem Akobjanem, Leonidem Judasinem, Jewgienijem Najerem, Aleksandrem Szabałowem, Aleksandrem Stripunskim, Wiktorem Michalewskim i Julio Becerrą Rivero),
- dz. II m. w Bombaju (2006, mistrzostwa Wspólnoty Narodów, za Nigelem Shortem, wspólnie z M.R. Venkateshem),
- dz. II m. w Ottawie (2007, za Bu Xiangzhi, wspólnie z m.in. Nigelem Shortem, Kamilem Mitoniem i Batorem Sambujewem),
- dz. II m. w Montrealu (2007, za Andriejem Ryczagowem, wspólnie z m.in. Ołeksandrem Chuzmanem, Abhijitem Kunte i Eduardasem Rozentalisem),
- dz. I m. w Vlissingen (2008, wspólnie z Farruchem Amonatowem i Lazaro Bruzonem),
- dz. I m. w Kawali (2009, wspólnie z Nidżatem Mamedowem, Alberto Davidem, Hrantem Melkumjanem, Abhijeetem Guptą, Władysławem Niewiedzniczym i Siergiejem Wołkowem),
- dz. II m. w Subic Bay Freeport (2009, za Ehsanem Ghaemem Maghamim, wspólnie z m.in. Surya Gangulym, Abhijeetem Guptą, Ziaurem Rahmanem i Nguyễn Ngọc Trường Sơnem),
- dwukrotnie dz. I m. turnieju Gibraltar Chess Festival (2010, 2013),
- dz. I m. w Benasque (2014, wspólnie z m.in. Miguelem Illescasem Córdobą i Jorge Corim Tello)[2].

Trzykrotnie (2004, 2006, 2008) reprezentował narodowe barwy na szachowych olimpiadach, był również dwukrotnym (2003, 2005) uczestnikiem drużynowych mistrzostw Azji, zdobywając dwa medale: złoty wspólnie z drużyną oraz srebrny za wynik indywidualny na V szachownicy, oba w 2005 roku.
Najwyższy ranking w dotychczasowej karierze osiągnął 1 maja 2011 r., z wynikiem 2656 punktów zajmował wówczas 93. miejsce na światowej liście FIDE, jednocześnie zajmując 4. miejsce wśród indyjskich szachistów.